# Alexandra Patsavas
Alexandra Patsavas (Chicago, 1968) è una musicista statunitense, in particolare è supervisore musicale, responsabile della musica di oltre sessanta film e serie televisive tra i quali spiccano The O.C., Chuck, Gossip Girl e Grey's Anatomy.

## Supervisioni musicali
- Roswell
- Fastlane
- Chuck
- Boston Public
- Tru Calling
- Criminal Minds
- Gossip Girl
- The O.C.
- Grey's anatomy
- Twilight
- The Twilight Saga: New Moon
- The Twilight Saga: Eclipse
- The Twilight Saga: Breaking Dawn - Parte 1
- The Twilight Saga: Breaking Dawn - Parte 2